# Dumitru Muntoiu
Dumitru Muntoiu (n. 1880, Săcărâmb, județul Hunedoara – d. 1935) a fost un deputat în Marea Adunare Națională de la Alba Iulia, organismul legislativ reprezentativ al „tuturor românilor din Transilvania, Banat și Țara Ungurească”, cel care a adoptat hotărârea privind Unirea Transilvaniei cu România, la 1 decembrie 1918 :p. 214.

## Biografie
A făcut școala primară, fiind apoi reprezentant al clubului socialist din Săcărâmb :p. 214.

## Activitatea politică
Ca deputat în Adunarea Națională din 1 decembrie 1918, Dumitru Muntoiu a fost delegat al Cercului electoral Deva :p. 214.